# ديفيد فوستر برات
ديفيد فوستر برات (بالإنجليزية: David Foster Pratt)‏ هو رسام وفنان أمريكي، ولد في 11 يناير 1918 في إثاكا في الولايات المتحدة، وتوفي في 21 نوفمبر 2010 في هولاند في الولايات المتحدة.